# Smlouva o ochranném vztahu mezi Německou říší a Slovenským státem
Smlouva o ochranném vztahu mezi Německou říší a Slovenským státem (slovensky Zmluva o ochrannom vzťahu medzi Nemeckou ríšou a Slovenským štátom), zkráceně Ochranná smlouva (německy Schutzvertrag) byla první mezinárodní smlouva podepsaná válečným Slovenským státem. Smlouva byla vyjádřením závislosti Slovenské republiky na Německé říši. Nacistické Německo se v ní zavázalo chránit integritu slovenského území výměnou za jeho podřízenost. Za německou stranu ji podepsal Joachim von Ribbentrop, za slovenskou stranu Jozef Tiso, Vojtech Tuka a ministr zahraničí Ferdinand Ďurčanský. 
Smlouva byla výsledkem jednání Adolfa Hitlera a Jozefa Tisa ve Vídni, která se uskutečnila 18. března 1939. Tuka a Ďurčanský ji podepsali jako první 18. března, Tiso ji podepsal 19. března a von Ribbentrop v Berlíně 23. března 1939, kdy smlouva oficiálně vstoupila v platnost. Platnost smlouvy byla určena na 25 let.
Zaručovala Německu právo budovat na slovenském území v blízkosti hranic s protektorátem Čechy a Morava po Malé Karpaty, v Bílých Karpatech a Javorníkách, v tzv. Ochranné zóně (Schutzzone), vojenské objekty a umožňovala vstup německých vojsk na toto území. Tímto byl dodatečně legalizován vstup německých vojsk na slovenské území, který se uskutečnil při obsazování Čech a Moravy. (Německé jednotky tehdy například zkonfiskovaly v této oblasti veškerý československý vojenský materiál, který objevily.) Stanovena byla i podřízená funkce armády Slovenské republiky a vedení zahraniční politiky v souladu se zájmy Německa, což výrazně podrývalo státní suverenitu Slovenska. Němci také převzali přímou kontrolu nad zbrojovkami v Pováží.
Kromě podřízenosti „ve shodě s německou brannou mocí“ smlouva podřizovala i hospodářské zájmy Slovenska německým, včetně zemědělství, průmyslu a výstavby dopravní sítě. Přestože základní smlouva byla veřejná, byl zároveň podepsán i tajný dodatek - tzv. Důvěrný protokol o hospodářské a finanční spolupráci, který deklaroval ekonomickou vázanost na Německo, které získalo i přednostní práva na využívání nerostných surovin na slovenském území.
Smlouva o ochranném poměru byla východiskem pro další dokumenty, mezi jiným i Smlouvy o ochranném pásmu, která umožnila Německu využít slovenské území jako jeden z nástupních prostorů k zářijovému útoku na Polsko. Tato smlouva byla podepsána 12. srpna 1939.